# Jendouba
Jendouba is een stad in Tunesië en is de hoofdplaats van het gelijknamige gouvernement Jendouba.
Bij de volkstelling van 2004 telde Jendouba 43.997 inwoners. Bij de laatste volkstelling in 2014 steeg dit aantal naar 113.116 inwoners.

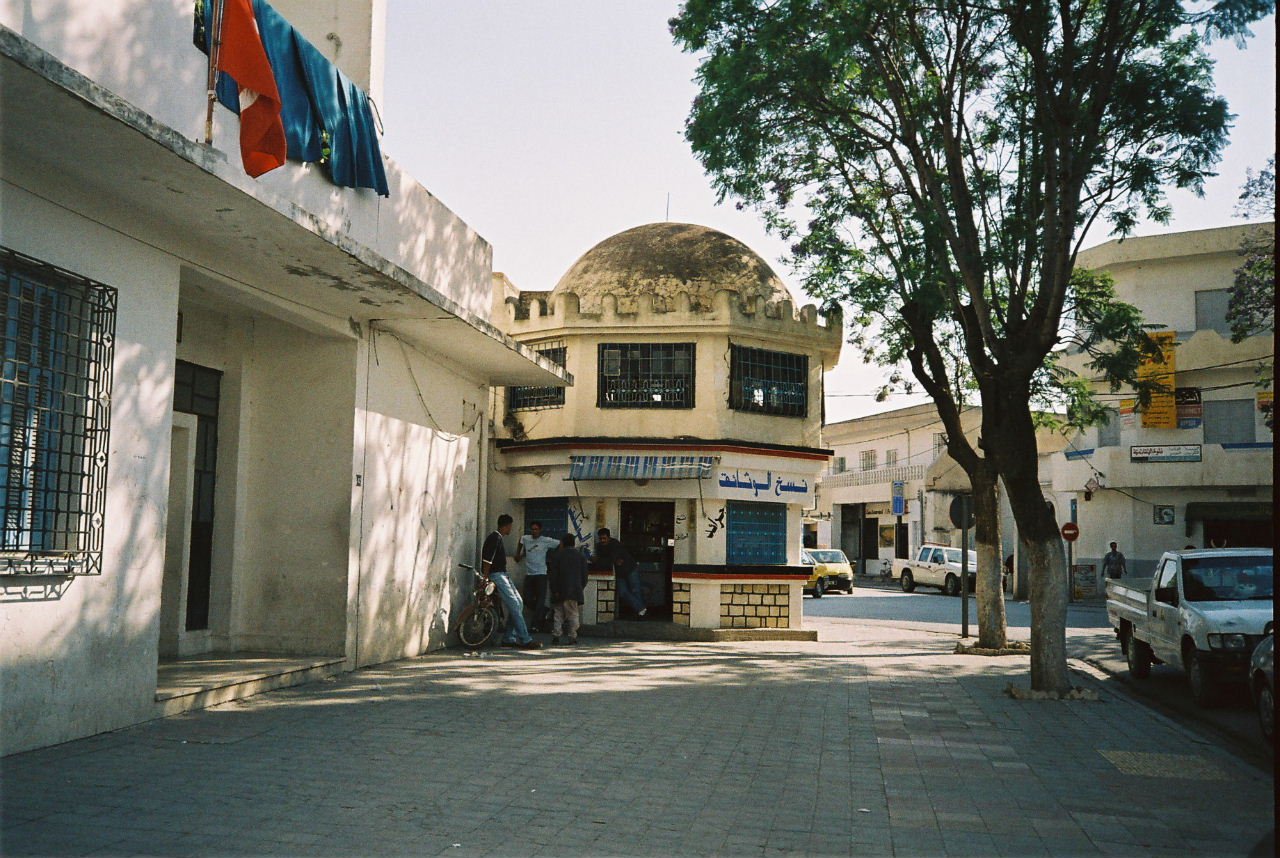
Straatbeeld